# Nauwalde
Nauwalde ist ein Ortsteil der Stadt Gröditz im Landkreis Meißen im Freistaat Sachsen. Er war bis zur Eingemeindung am 1. Januar 2013 Teil der Verwaltungsgemeinschaft Gröditz.

## Geografie und Verkehrsanbindung

Nauwalde auf einer geschichtlichen Karte des Kreises Liebenwerda (1910).

Nauwalde liegt in der Großenhainer Pflege in der Röderaue. Die Nachbarorte sind die Stadt Großenhain (19 km), Gröditz (3 km) und Riesa (17 km). Nauwalde liegt auf der sächsischen Seite der heutigen sächsisch-brandenburgischen und der von 1815 bis 1945 königlich sächsisch-preußischen Grenze.
Südöstlich von Nauwalde führt die Bundesstraße 169 durch Gröditz. In Nauwalde verkehrt mit Stand 2022 eine Regionalbuslinie zwischen Schweinfurth, Gröditz und Riesa, wo Anschluss an das Eisenbahnnetz besteht.

## Geschichte

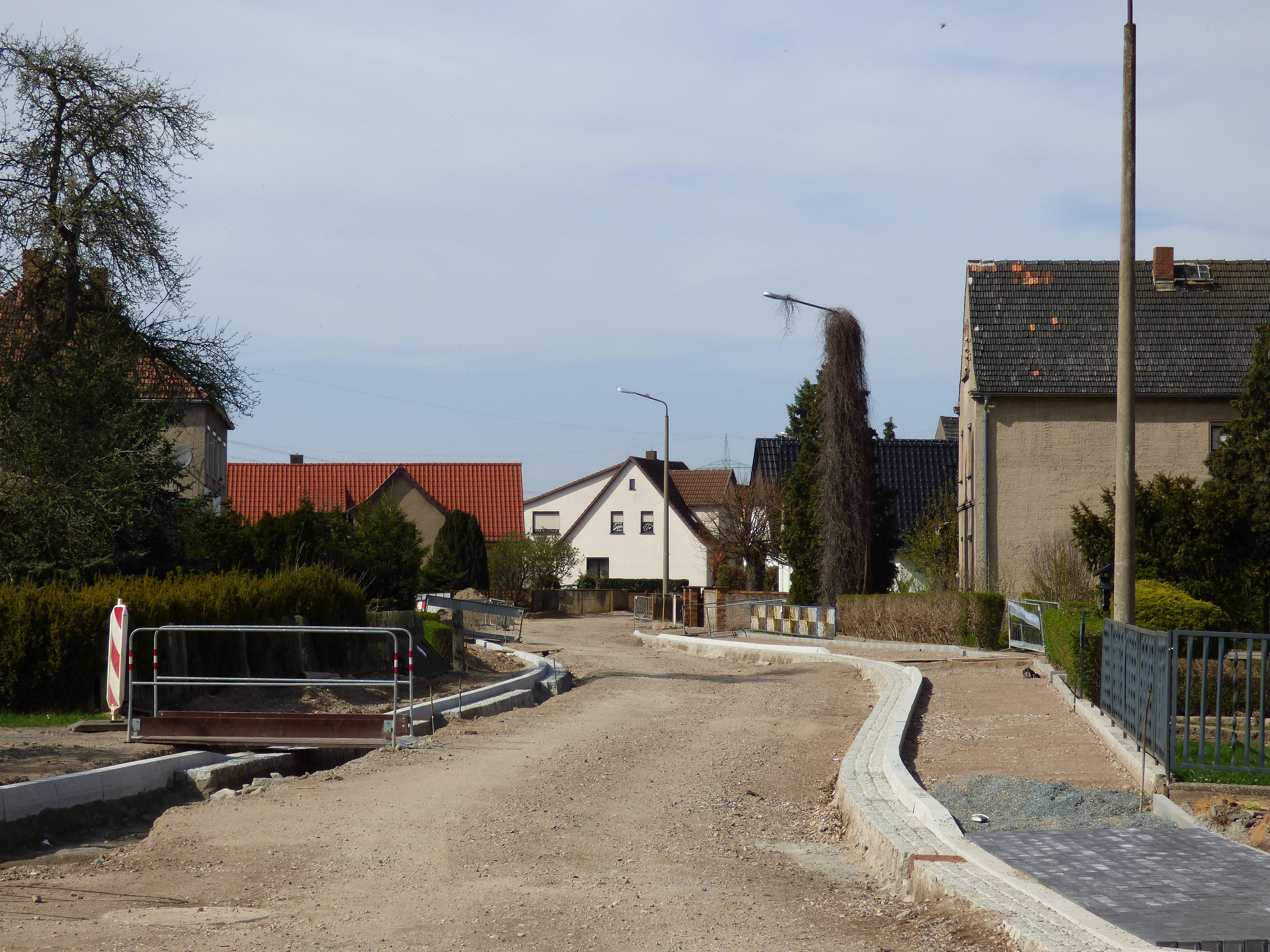
Straßenbauarbeiten im Frühjahr 2018

Nauwalde wurde 1284 erstmals urkundlich erwähnt. Im Jahr 1974 wurde der Ortsteil Schweinfurth eingemeindet, am 1. Januar 1994 schlossen sich die selbstständigen Gemeinden Spansberg und Nieska mit Nauwalde zusammen.
Mit Wirkung vom 1. Januar 2013 wurde Nauwalde nach Gröditz eingemeindet. Zuvor verband beide Gemeinden seit dem 1. Januar 2000 die Verwaltungsgemeinschaft.
Im Jahre 2018 kam es zu umfangreichen Straßenbauarbeiten in der Ortsmitte.

### Entwicklung der Einwohnerzahl

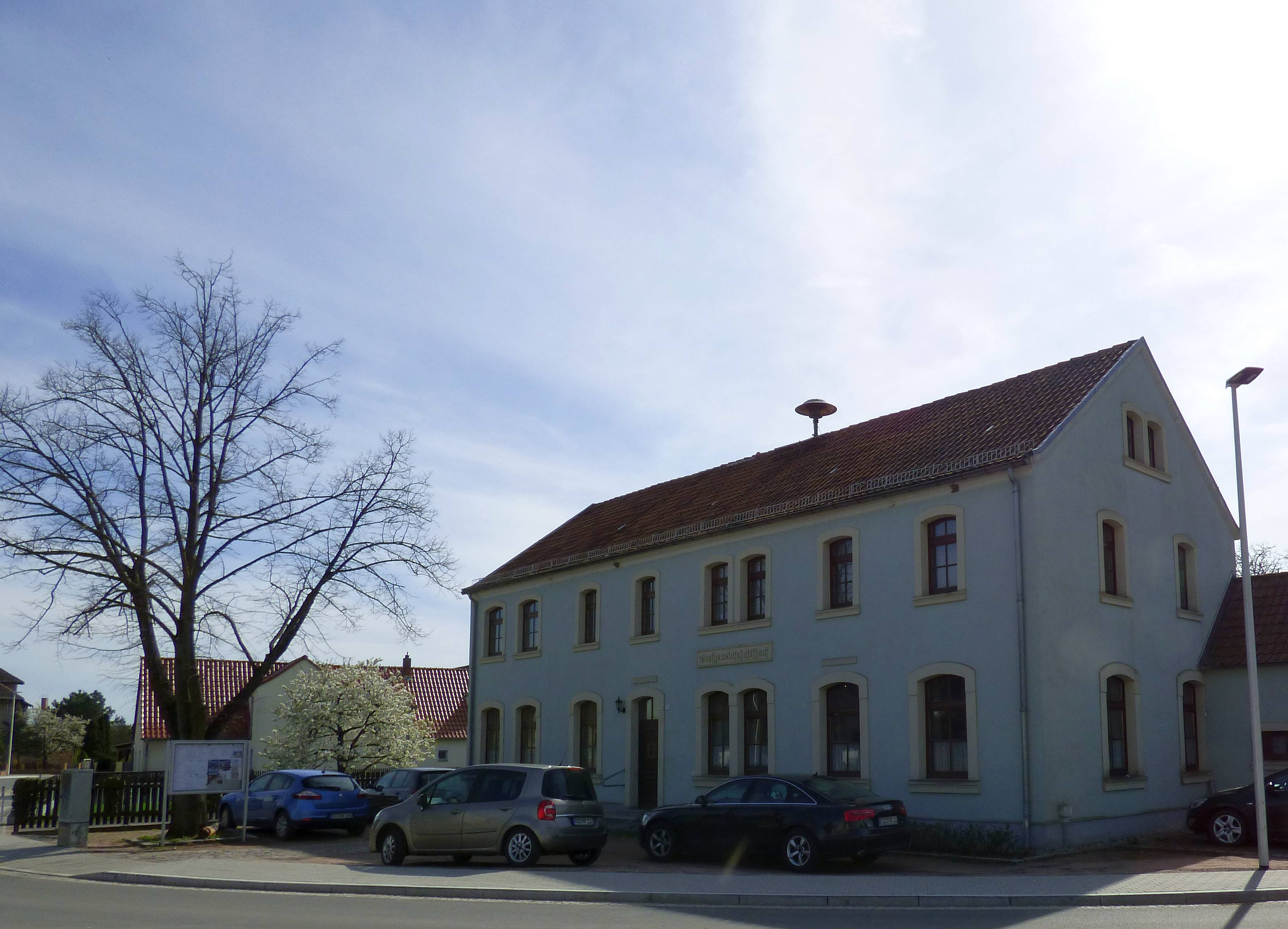
Dorfgemeinschaftshaus

| Jahr | Einwohnerzahl                                        |
| ---- | ---------------------------------------------------- |
| 1551 | 027 besessene Mann, 18 Inwohner, 24 Hufen            |
| 1764 | 030 besessene Mann, 4 Gärtner, 11 Häusler, 24½ Hufen |
| 1834 | 267                                                  |
| 1871 | 373                                                  |
| 1890 | 393                                                  |

| Jahr | Einwohnerzahl |
| ---- | ------------- |
| 1910 | 490           |
| 1925 | 542           |
| 1939 | 431           |
| 1946 | 768           |
| 1950 | 768           |

| Jahr | Einwohnerzahl |
| ---- | ------------- |
| 1964 | 0658          |
| 1990 | 0626          |
| 2000 | 1169          |
| 2008 | 1058          |
| 2009 | 1031          |

## Kultur und Sehenswürdigkeiten

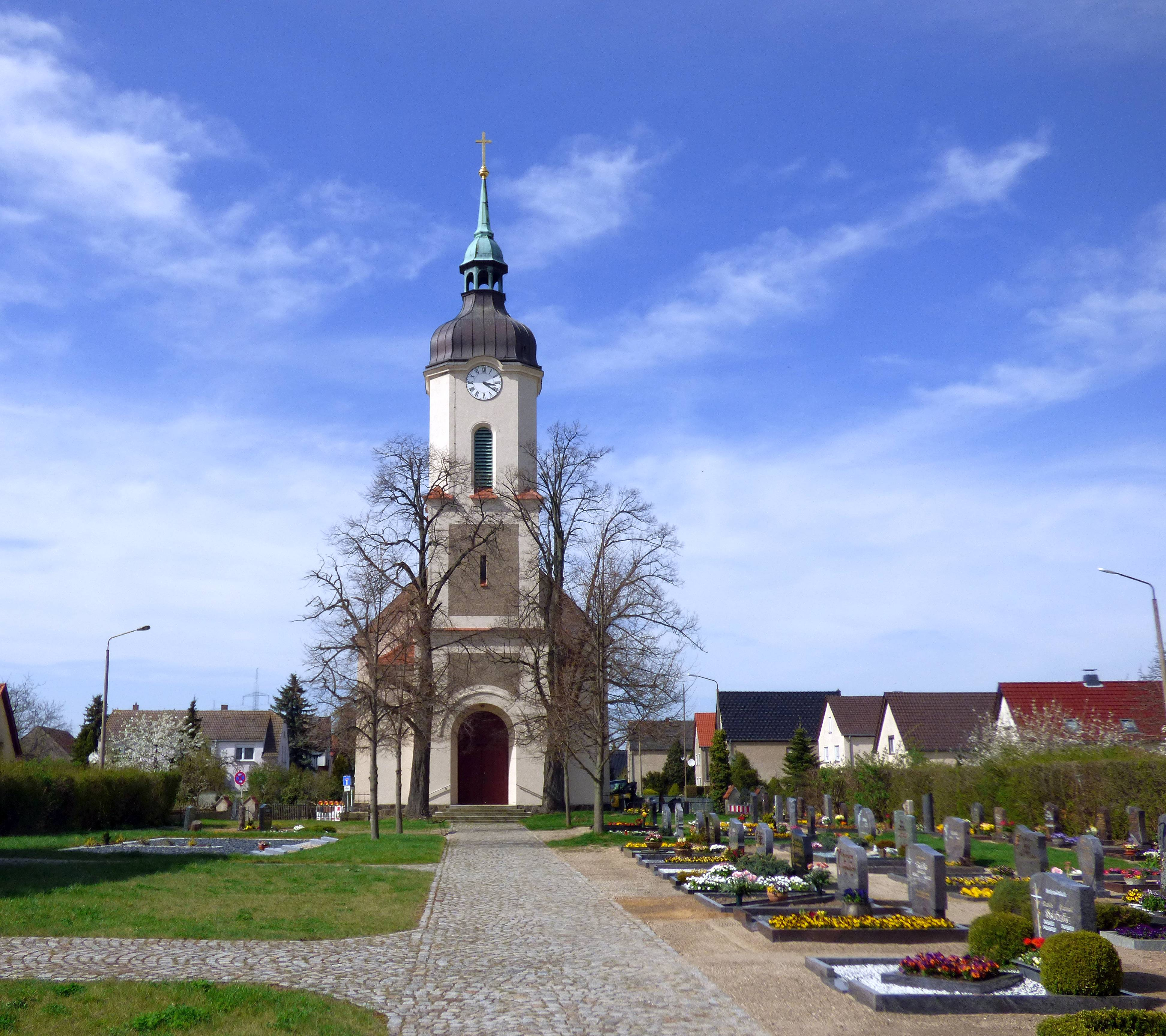
Dorfkirche

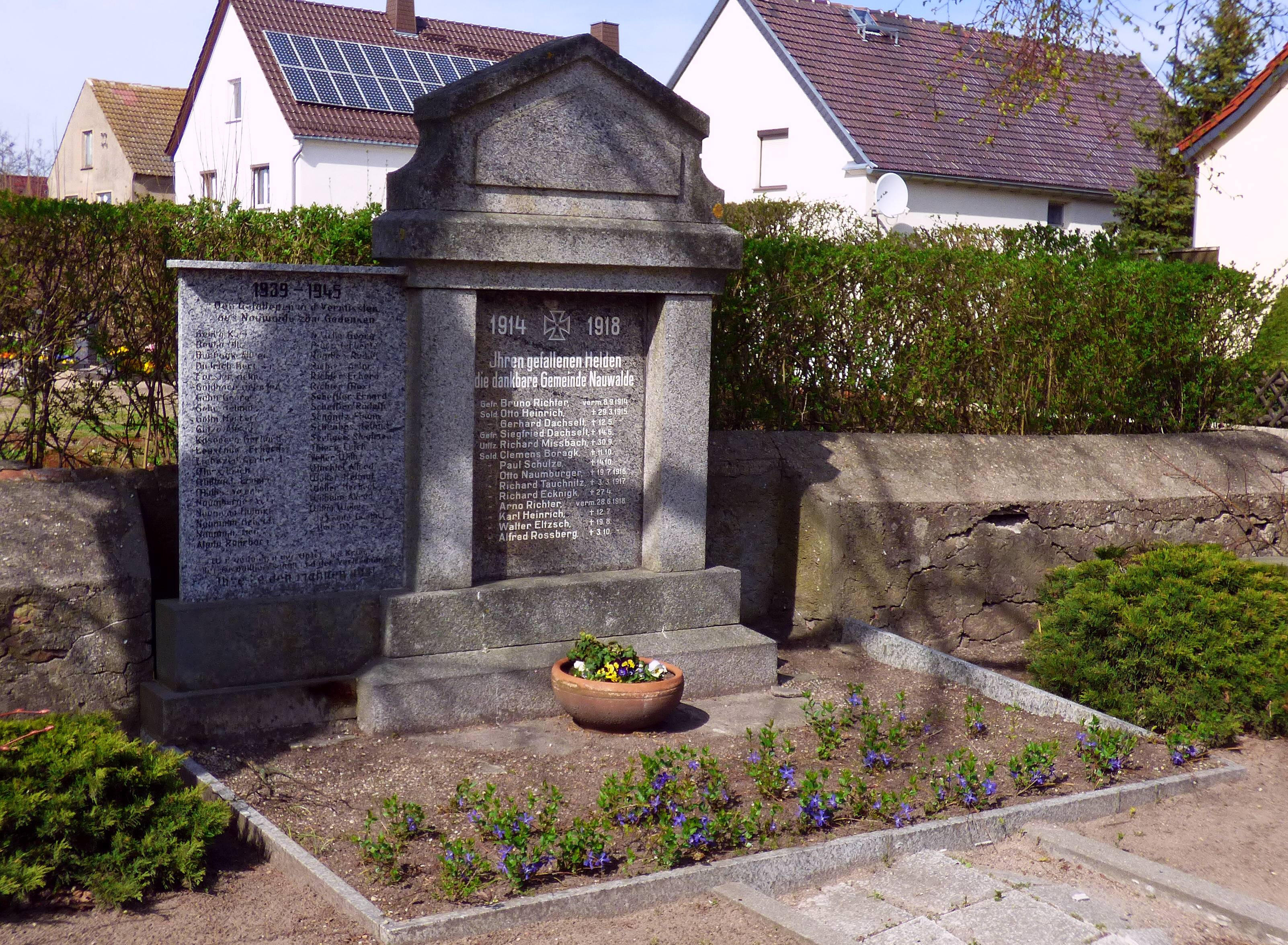
Gefallenendenkmal zu Ehren der im Ersten Weltkrieg gefallenen Einwohner

In der örtlichen Denkmalliste sind einige Kulturdenkmäler verzeichnet. Dabei ist die Dorfkirche von Nauwalde das markanteste Baudenkmal des Ortes. Errichtet wurde dieses Bauwerk im Jahre 1905 nach Plänen des Leipziger Architekten Paul Lange. Der im Jugendstil errichtete Backsteinbau ist mit einem angrenzenden Friedhof im Ortszentrum zu finden. Am Standort befand sich ursprünglich eine Fachwerkkirche aus dem frühen 18. Jahrhundert. Diese fiel im Jahre 1902 einem durch einen Blitzschlag ausgelöstem Brand zum Opfer.
Das Innere der Kirche ist ebenfalls vom Jugendstil geprägt. Hier befindet sich unter anderem ein Altar, welcher einst vom Burschenheim der Mission L. Bolle in Berlin Alt-Moabit gestiftet wurde. Die Orgel der Kirche stammt aus dem Jahre 1905. Das Instrument wurde in der Werkstatt des Olbersdorfer Orgelbaubetriebs A. Schuster & Sohn (Opus 43) geschaffen.
Außerdem steht das historische Gebäude der einstigen Dorfschule im Ort unter Denkmalschutz. Diese wurde im Jahre 1873 errichtet. Weitere Denkmäler sind ein Gefallenendenkmal für die im Ersten Weltkrieg gefallenen Dorfbewohner von Nauwalde und zwei historische Wegesteine. Ein weiteres aus Kunststein errichtetes Denkmal mit einer darauf befindlichen Metallplatte erinnert mit einer Inschrift daran, dass die an dieser Stelle befindliche Linde am 29. Dezember des Jahres 1898 vom Militärverein Nauwalde zur Erinnerung an das 25-jährige Regierungs-Jubiläum des sächsischen Königs Albert gepflanzt wurde.

### Ansässige Vereine
- SV Saxonia Nauwalde
- Radfahrer-Verein FAHRWOHL Nieska und Umgebung 1906 e. V.
- Heimatverein Rödertenne